# Aviacsa
Aviacsa (Consorcio Aviaxsa, S.A. de C.V.) war eine mexikanische Fluggesellschaft mit Sitz in Monterrey.

## Geschichte
Aviacsa wurde am 5. Mai 1990 von der Regierung des Bundesstaates Chiapas gegründet, um die schnell wachsenden Städte in dem Bundesstaat mit einer Anbindung an den Luftverkehr zu versorgen. Der erste Flug wurde am 20. September 1990 mit einer BAe 146 durchgeführt. Es wurde von Mexiko-Stadt nach Tapachula und Tuxtla Gutiérrez geflogen. Bis zum Ende des Jahres wurde eine zweite BAe 146 in Dienst gestellt und Flüge nach Villahermosa, Mérida, Oaxaca de Juárez, Chetumal und Cancún wurden aufgenommen.
Im Jahr 1991 wurde die BAe 146-Flotte durch vier Fokker 100 mit je 108 Sitzplätzen ersetzt. Mit diesen neuen Flugzeugen war die Aviacsa in der Lage, das Streckennetz noch weiter zu verdichten. Zwischen 1992 und 1995 wurden Drehkreuze in Mérida und Tuxtla Gutiérrez eingerichtet.

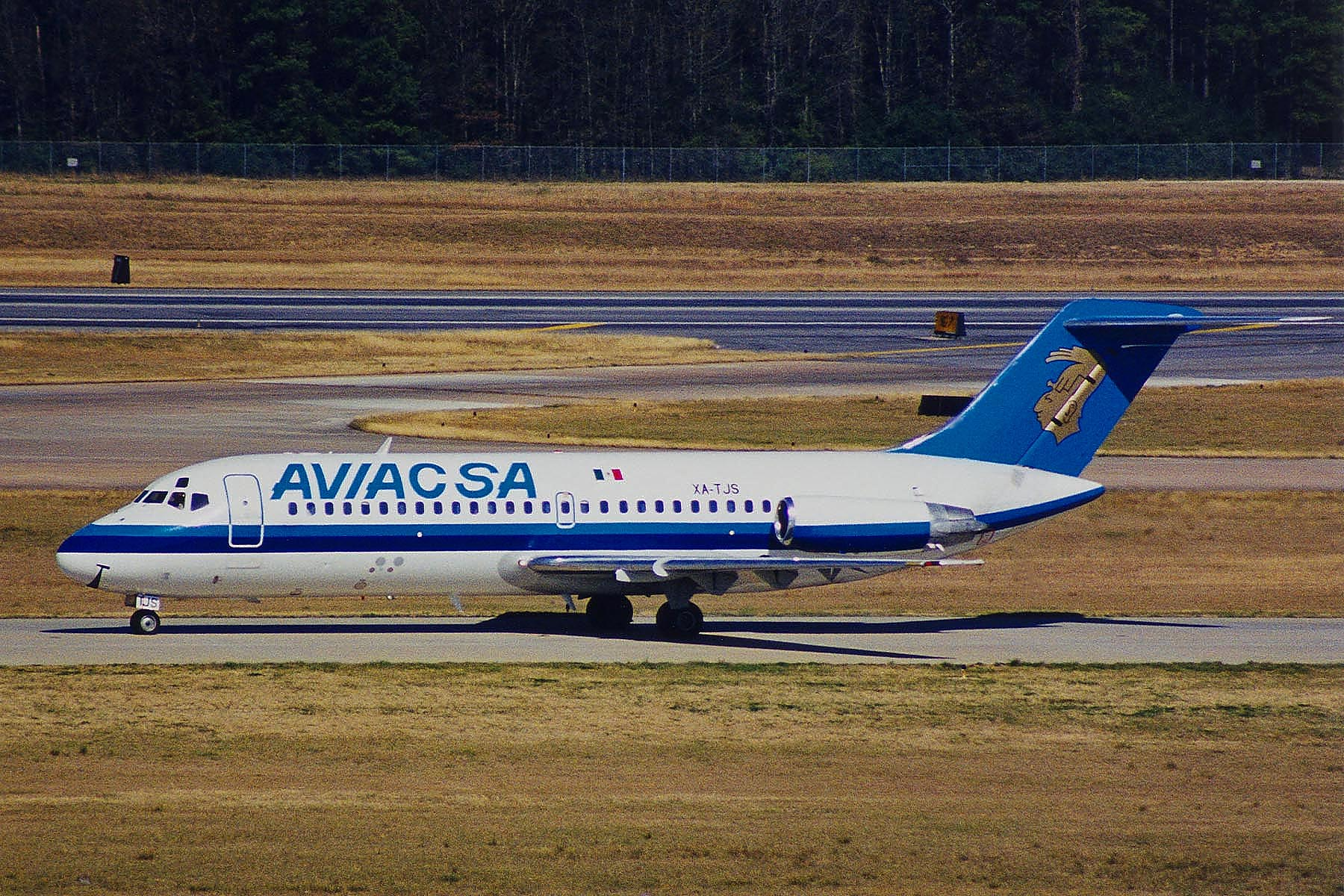
Douglas DC-9-15 der Aviacsa, Houston 1999

Im Jahr 1994 wurde die Fokker 100-Flotte durch vier Boeing 727-200 mit je 164 Sitzplätzen ersetzt. Die Fluggesellschaft stieg auch ins Chartergeschäft ein, wofür vorübergehend die Fokker 100 eingesetzt wurden. Die Gesellschaft wurde privatisiert und an Aerojecutivo, auch bekannt unter dem Namen Aeroexo, eine Chartergesellschaft in Monterrey, verkauft.
Im Jahr 1997 wurden zwei Douglas DC-9-15 geleast, mit denen es möglich war, die Frequenzen auf den bestehenden Strecken zu erhöhen. Es wurde bekanntgegeben, dass in den drei Jahren im Chartergeschäft 1020 Charterflüge in Mexiko, den Vereinigten Staaten, der Karibik, Zentralamerika und Südamerika durchgeführt wurden. Im Dezember 1999 erstand die Fluggesellschaft zur Erweiterung ihrer Flotte vier Boeing 737-200.
Zwischen 2000 und 2005 wurde die kleine Flotte eingesetzt, um neue Flüge und Flugziele in Mexiko sowie Linienflüge in fünf US-Städte zu bedienen. Im Jahr 2000 wurde die Corporate Identity der Gesellschaft geändert. Zwischen 2001 und 2004 begann die Fluglinie, gebrauchte Boeing 737-200 zu leasen und zu kaufen, um die Kapazitäten auf den bestehenden Strecken zu erhöhen. Im Jahr 2005 begann die Fluggesellschaft, ihre Tickets auch online zu verkaufen.
Nach der Dirección General de Aeronáutica Civil war die Aviacasa 2007 die drittgrößte mexikanische Fluggesellschaft.
Ende 2009 ging Aviacsa bankrott und alle Flugverbindungen wurden eingestellt. Mehr als 4000 Mitarbeiter in ganz Mexiko wurden arbeitslos.

## Flugziele
Aviacsa bot nationale Flüge von ihren Drehkreuzen in Monterrey, Mexiko-Stadt, Guadalajara und León sowie eine internationale Strecke nach Las Vegas an.

## Flotte

### Flotte bei Betriebseinstellung
Mit Stand November 2009 bestand die Flotte der Aviacsa aus 26 Flugzeugen:
- 23 Boeing 737-200 mit je 120 Sitzplätzen
- 03 Boeing 737-300 mit je 138 Sitzplätzen

### Zuvor eingesetzte Flugzeuge
- BAe 146
- Boeing 727-200
- Douglas DC-9-15
- Fokker 100